# Erithalis fruticosa
Pour les articles homonymes, voir Bois chandelle.
Espèce
Erithalis fruticosa est un arbuste de la famille des Rubiaceae originaire des Antilles.

## Synonymes
- Chione vacciniifolia Griseb.
- Erithalis odorifera Jacquin (1763)

## Nom vernaculaires
En Martinqueː Bois-chandelle noir.

## Description
- Arbuste atteignant 2 à 3 mètres de haut et à l'écorce noire.
- Feuilles obovées, subcharnues, luisantes à l'intérieur.

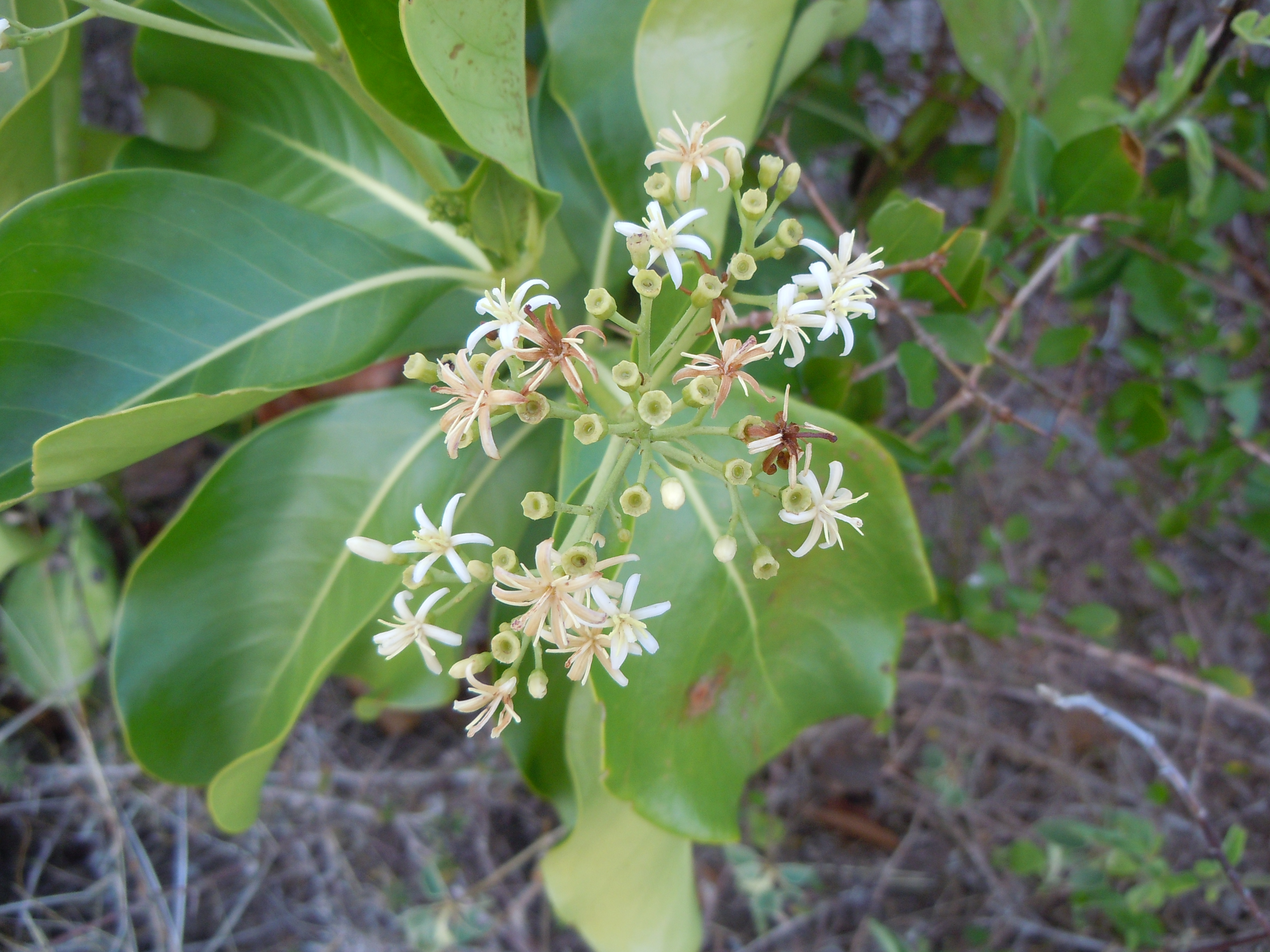
Inflorescence en cymes trichotomes.
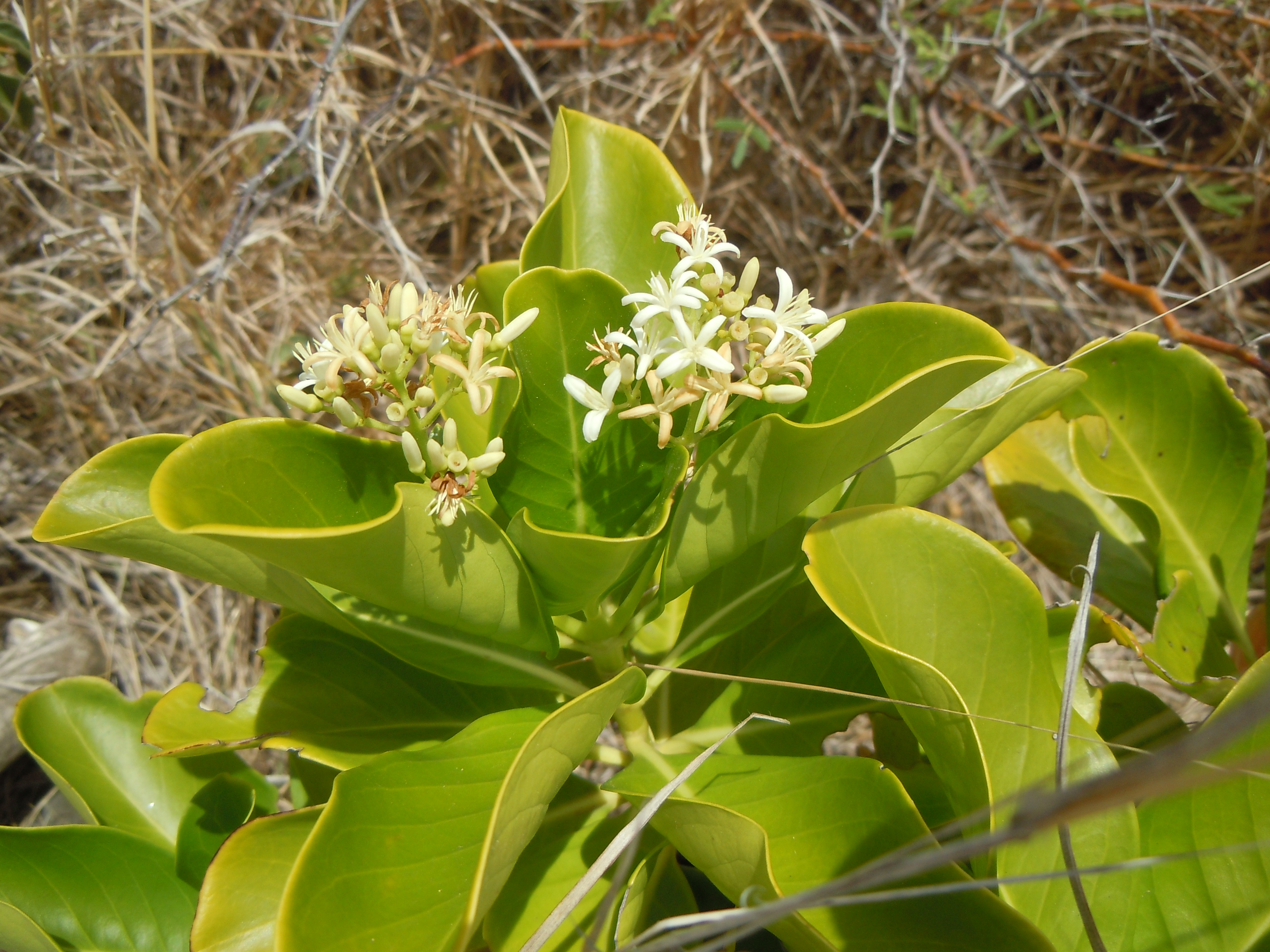
Inflorescence avec feuilles subcharnues.

## Habitat
En bordure de mer ou sur les mornes sec en bordure du littoral.

## Répartition
Petites Antilles, Floride.